# Змішані мови
Змішана мова — мова, що виникає в умовах широко розповсюдженої двомовності. Основна відмінність змішаної мови від піджина в тому, що при виникненні піджину є мовний бар'єр — контактуючі люди не знають мови один одного й змушені спілкуватися піджином, щоб вирішувати загальні питання. Змішана же мова виникає в умовах повної двомовності, коли представники групи досить добре володіють обома мовами, щоб зіставляти їхні елементи й запозичити ті або інші в нову мову. При цьому мова йде саме про створення мови  (з фіксованими правилами, лексикою тощо), а не про звичайне при двомовності змішання кодів.
Класичними прикладами змішаних мов є мідновська мова (мова алеутського населення острова Мідний в Росії) та мічиф (розповсюджений в Канаді). До змішаних мов іноді також відносять суржик, трасянку та деякі інші мовні форми.

## Список змішаних мов
- Мідновська мова (Росія)
- Англо-романи (Велика Британія)
- Утуньхуа (Китай)
- Какчикелей-кіче (Гватемала)
- Кальявалья (Болівія)
- Кало (Іспанія)
- Камто (ПАР)
- Ломаврен (Вірменія)
- Малаві ломве (Малаві)
- Мбугу (Танзанія)
- Медія ленгуа (Еквадор)
- Мічиф (США)
- Нгулуван (Мікронезія)
- Нко (Гвінея)
- Мандрівна данська (Данія)
- Мандрівна норвезька (Норвегія)
- Романо-грецька (Греція)
- Романо-сербська (Сербія)
- Суржик (Україна)
- Таврінгер романі (Швеція)
- Тагдал (Нігер)
- Трасянка (Білорусь)
- Шелта (Ірландія)
- Е (Китай)
- Ерромінчела (Іспанія, на основі баскської та циганської)
- Яніто (Гібралтар)